# Pozovi me
Pozovi me / Obadi mi se è un singolo della cantante bulgara Andrea, pubblicato il 20 maggio 2013.

## Descrizione
Questa canzone è stata la prima ad essere registrata in lingua serba.